# 阿野公佐
阿野 公佐（あの きんすけ）は、平安時代後期から鎌倉時代前期の貴族。公家の阿野家の家祖。藤原 公佐とも。

## 略歴
後白河院に仕えた院近臣・藤原成親の子だが、閑院流藤原実国の養子となった。文治元年（1185年）、平氏政権や源義経を排除した源頼朝の要請により、親幕派の公家として侍従より右馬権頭に転じた。建久3年（1192年）、讒言によって昇殿を停められる。公佐は身に覚えなしとして頼朝を頼ったが頼朝は公佐の弁解を疑問視し、親戚だからといって軽々に執りなしはできないとして公佐の頼みを断っている。建久5年（1194年）、永福寺薬師堂落成供養の際に一条高能らとともに布施取役を務めており、鎌倉に下向していることがわかる。『明月記』嘉禄2年（1226年）10月22日条によれば、当時公佐はすでに死去している。
公佐は頼朝の異母弟・阿野全成の娘を妻としていた。妻の母は北条時政の娘・阿波局である。妻との間に生まれた実直は中御門あるいは阿野を称し、子孫は阿野家を称するに至った。

## 系譜
- 父：藤原成親（1138-1177）
- 母：八条院坊門局 - 藤原俊成の娘
- 養父：滋野井実国（1140-1183）
- 妻：阿野全成の娘
  - 男子：阿野実直（1209-1251）
- 生母不明の子女
  - 男子：藤原実遠
  - 女子：堀川具実室
  - 女子